# Sharon Vandromme
Sharon Vandromme (nascida em 2 de outubro de 1983) é uma ex-ciclista belga. Competiu como representante de seu país nos Jogos Olímpicos de Verão de 2004, onde terminou em vigésimo primeiro lugar na prova de estrada individual. Também obteve participação no Campeonato Mundial UCI de Ciclismo em Estrada nas edições de 2003, 2004 e 2006.